# Elecciones provinciales de Corrientes de 2001
Las elecciones generales de la provincia de Corrientes de 2001 tuvieron lugar el domingo 14 de octubre del mencionado año con el objetivo de restaurar las instituciones democráticas constitucionales y autónomas de la provincia después de dos años de la intervención federal realizada por el gobierno de Fernando de la Rúa, de la Unión Cívica Radical, el 16 de diciembre de 1999. Fueron el último proceso electoral realizado en Argentina antes de la crisis de diciembre de 2001 y, por lo tanto, los últimos comicios que tuvieron lugar durante el gobierno de De la Rúa. Debido a la intervención, debían renovarse la totalidad de las instituciones provinciales: Gobernador y Vicegobernador, 26 diputados y 13 senadores provinciales.
Las fuerzas conservadoras dominantes en la provincia desde la restauración democrática en 1983, el Pacto Autonomista - Liberal (PAL) y el Partido Nuevo (PaNu), entraron en una profunda crisis tras la intervención federal. El PAL se disolvió en el año 2000 tras sus decepcionantes resultados electorales en las elecciones legislativas de medio término, y el PaNu, muy debilitado por la crisis durante el gobierno de Pedro Braillard Poccard, sufrió también un colapso. De cara a 2001, la Unión Cívica Radical (UCR), que a nivel nacional estaba enfrentando la crisis dentro de la gobernante Alianza para el Trabajo, la Justicia y la Educación, fundó el Frente de Todos (FdT) a nivel provincial con el Partido Liberal de Corrientes (PLCo), presentando a Ricardo Colombi como su candidato, un sector del Partido Justicialista (PJ), integró también el FdT. El PaNu, por su parte, fue apoyado por la mayor parte del PJ, fundado la alianza "Frente de la Unidad", que presentó al exgobernador Raúl Rolando Romero Feris como su candidato a gobernador. El Partido Autonomista de Corrientes (PACo) se alió con antiguas fuerzas del Frente País Solidario (FREPASO) para fundar el "Frente Cívico y Social", que presentó la candidatura de Lucio Portel. Fue la primera elección desde su legalización definitiva en 1973 en la cual el Partido Justicialista no presentó candidato a gobernador propio, aunque tanto Colombi como Romero Feris concurrieron con peronistas como compañeros de fórmula.
Romero Feris resultó el candidato más votado con el 43.04% de los votos en primera vuelta, muy cercano a Colombi, que obtuvo el 40.94%, y Portel se ubicó tercero con el 10.51%, con una participación del 71.91% del electorado registrado. En el plano legislativo, el Frente para la Unidad obtuvo mayoría simple en la Cámara de Diputados con 12 bancas, contra 11 del Frente de Todos, y 3 del Frente Cívico y Social. Con respecto al Senado, tanto el FdT como el FpU empataron con 6 escaños cada uno, con el Partido Autonomista recibiendo el senador restante. Debido a que en la elección para gobernador ninguno de los candidatos obtuvo más de la mitad de los votos válidos en primera vuelta, se programó entonces una segunda vuelta o balotaje entre Colombi y Romero Feris, realizada el domingo 4 de noviembre. Colombi obtuvo una estrecha victoria con el 51.23% contra el 48.77% de Romero Feris, de una participación del 73.00%. Sin embargo, Romero Feris, que ya había expresado vacilaciones durante el conteo de la primera vuelta, se negó a reconocer el resultado y denunció un supuesto fraude electoral realizado por la intervención federal mediante la entrega de documentos en los días previos a la elección.
Las denuncias fueron, en última instancia, desestimadas, y Colombi asumió su cargo el 10 de diciembre de 2001, convirtiéndose en el primer gobernador ajeno al conservadurismo provincial desde la democratización en 1983, y el primer radical en ocupar el cargo desde Blas Benjamín de la Vega (1946-1947). Su victoria también marcó el comienzo de una larga hegemonía radical en el distrito correntino, que perdura hasta la actualidad.

## Antecedentes
Desde la instauración del sufragio secreto en Argentina, en 1912, la provincia de Corrientes mostró una tendencia particularmente esquiva a los movimientos políticos de creciente influencia nacional, primero la Unión Cívica Radical (UCR), y a partir de 1946, el peronismo. Durante estos períodos, exceptuando el breve gobierno radical de Blas Benjamín de la Vega (1946-1947); los triunfos peronistas de 1948, 1951, y 1973; y una victoria de la Unión Cívica Radical Intransigente (UCRI) en 1958, se registró una preponderancia de una vertiente conservadora provincial, encarnada en el Partido Liberal y el Partido Autonomista. Luego de haber rivalizado durante muchos años, el surgimiento del voto secreto condujo a ambos partidos a cooperar, formándose el Pacto Autonomista - Liberal. Dicho Pacto se vio beneficiado por el sistema de elección indirecta de la provincia.
Tras la restauración de la democracia en el país en 1983, el Pacto conservó el gobierno en 1983 y 1987. Sin embargo, en 1991, la elección no fue concluyente por falta de mayoría en el Colegio Electoral Provincial, lo que motivó al intervención federal por parte del gobierno de Carlos Menem, y una posterior reforma electoral que instauró un sistema de segunda vuelta o balotaje para la elección de gobernador. Después de eso, se realizaron elecciones en 1993, en las que resultó elegido Raúl Rolando Romero Feris, del PAL. Después de esto, la elección guberantiva correntina quedó desfasada del calendario presidencial nacional, algo que se ha mantenido hasta la actualidad. Pese a que conservó el gobierno, el pacto gobernante entró rápidamente en crisis y Romero Feris acabó abandonándolo en 1997, fundando el Partido Nuevo (PaNu). Las elecciones de 1997 fueron una competencia entre el PaNu y el PAL, con los partidos mayoritarios nacionales, la Unión Cívica Radical (UCR) y el Partido Justicialista (PJ), relegados a la tercera y cuarta posición.
Pedro Braillard Poccard, del PaNu, resultó elegido gobernador por abrumador margen. Sin embargo, la provincia sufrió una fuerte crisis económica en el marco de la recesión que afectaba al país, llevando a una serie de manifestaciones a principios de 1999. En ese contexto, Braillard Poccard fue destituido por un juicio político en junio de ese mismo año, corriendo la misma suerte su vicegobernador Víctor Hugo Maidana, y asumiendo la gobernación interina Hugo Perié, justicialista y presidente provisional de la Cámara de Senadores. La situación de la provincia empeoró hacia finales de ese año. Tras la victoria del radical Fernando de la Rúa, como candidato de la Alianza para el Trabajo, la Justicia y la Educación, en las elecciones presidenciales de 1999, llevó a que la provincia fuese finalmente intervenida el 16 de diciembre, siendo designado interventor el exgobernador de Córdoba, Ramón Mestre, quien luego sería reemplazado por el también cordobés Oscar Aguad. La intervención de Aguad convocó a elecciones para normalizar la situación provincial, destinadas a realizarse el 14 de octubre de 2001.

## Resultados

### Gobernador y vicegobernador
| Fórmula                            | Fórmula                            | Partido/Alianza                         | Partido/Alianza                               | Partido/Alianza                          | 1ª vuelta | 1ª vuelta | 2ª vuelta | 2ª vuelta |
| Gobernador                         | Vicegobernador                     | Partido/Alianza                         | Partido/Alianza                               | Partido/Alianza                          | Votos     | %         | Votos     | %         |
| ---------------------------------- | ---------------------------------- | --------------------------------------- | --------------------------------------------- | ---------------------------------------- | --------- | --------- | --------- | --------- |
| Ricardo Colombi                    | Eduardo Galantini                  |                                         |                                               | Unión Cívica Radical (UCR)               | 88.196    | 21,16     | 56.020    | 13,18     |
| Ricardo Colombi                    | Eduardo Galantini                  |                                         | Partido Liberal de Corrientes (PLCo)          | 53.811                                   | 12,93     | 35.286    | 8,30      |           |
| Ricardo Colombi                    | Eduardo Galantini                  |                                         | Lista 140 - Frente de Todos (FdT)             | 28.430                                   | 6,83      | 126.500   | 29,76     |           |
| Ricardo Colombi                    | Eduardo Galantini                  | Total Frente de Todos (FdT)             | Total Frente de Todos (FdT)                   | Total Frente de Todos (FdT)              | 170.437   | 40,94     | 217.806   | 51,23     |
| Raúl Rolando Romero Feris          | Félix Machado                      |                                         |                                               | Partido Nuevo (PaNu)                     | 152.643   | 36,66     | 183.384   | 43,14     |
| Raúl Rolando Romero Feris          | Félix Machado                      |                                         | Partido Justicialista (PJ)                    | 26.546                                   | 6,38      | 23.922    | 5,63      |           |
| Raúl Rolando Romero Feris          | Félix Machado                      | Total Frente para la Unidad             | Total Frente para la Unidad                   | Total Frente para la Unidad              | 179.189   | 43,04     | 207.306   | 48,77     |
| Lucio Augusto Portel               | José Enrique García Enciso         |                                         |                                               | Partido Autonomista de Corrientes (PACo) | 23.803    | 5,72      |           |           |
| Lucio Augusto Portel               | José Enrique García Enciso         |                                         | Lista 138 - Frente Cívico y Social Correntino | 16.111                                   | 3,87      |           |           |           |
| Lucio Augusto Portel               | José Enrique García Enciso         |                                         | Movimiento de Integración y Desarrollo (MID)  | 3.847                                    | 0,92      |           |           |           |
| Lucio Augusto Portel               | José Enrique García Enciso         | Total Frente Cívico y Social Correntino | Total Frente Cívico y Social Correntino       | Total Frente Cívico y Social Correntino  | 43.761    | 10,51     |           |           |
| Juan Miguel Fuentes                | Roberto Santos Vallejos            |                                         | Frente Polo Social                            | Frente Polo Social                       | 11.441    | 2,75      |           |           |
| Raúl Klein                         | Elvira Miranda                     |                                         | Frente Solidaridad y Esperanza                | Frente Solidaridad y Esperanza           | 7.278     | 1,75      |           |           |
| Sonia López                        | Fidel Verón                        |                                         | Izquierda Unida (IU)                          | Izquierda Unida (IU)                     | 4.222     | 1,01      |           |           |
|                                    |                                    |                                         |                                               |                                          |           |           |           |           |
| Votos válidos                      | Votos válidos                      | Votos válidos                           | Votos válidos                                 | Votos válidos                            | 416.328   | 97,70     | 425.112   | 98,26     |
| Votos en blanco                    | Votos en blanco                    | Votos en blanco                         | Votos en blanco                               | Votos en blanco                          | 436       | 0,10      | 1         | 0,00      |
| Votos anulados                     | Votos anulados                     | Votos anulados                          | Votos anulados                                | Votos anulados                           | 9.393     | 2,20      | 7.513     | 1,74      |
| Total de votos                     | Total de votos                     | Total de votos                          | Total de votos                                | Total de votos                           | 426.157   | 100       | 432.626   | 100       |
| Votantes registrados/participación | Votantes registrados/participación | Votantes registrados/participación      | Votantes registrados/participación            | Votantes registrados/participación       | 592.621   | 71,91     | 593.066   | 72,95     |
| Fuente:                            |                                    |                                         |                                               |                                          |           |           |           |           |

### Cámara de Diputados
| ← 1999 · Cámara de Diputados · 2003 →   | ← 1999 · Cámara de Diputados · 2003 →         | ← 1999 · Cámara de Diputados · 2003 →   | ← 1999 · Cámara de Diputados · 2003 → | ← 1999 · Cámara de Diputados · 2003 → | ← 1999 · Cámara de Diputados · 2003 → |
| Partido/Alianza                         | Partido/Alianza                               | Partido/Alianza                         | Votos                                 | %                                     | Bancas                                |
| --------------------------------------- | --------------------------------------------- | --------------------------------------- | ------------------------------------- | ------------------------------------- | ------------------------------------- |
|                                         |                                               | Partido Nuevo                           | 145.821                               | 36,51                                 |                                       |
|                                         | Partido Justicialista                         | 28.032                                  | 7,02                                  |                                       |                                       |
| Total Frente para la Unidad             | Total Frente para la Unidad                   | Total Frente para la Unidad             | 173.853                               | 43,53                                 | 12/26                                 |
|                                         |                                               | Unión Cívica Radical                    | 77.961                                | 19,52                                 |                                       |
|                                         | Partido Liberal de Corrientes                 | 51.682                                  | 12,94                                 |                                       |                                       |
|                                         | Lista 140 - Frente de Todos                   | 25.132                                  | 6,29                                  |                                       |                                       |
| Total Frente de Todos                   | Total Frente de Todos                         | Total Frente de Todos                   | 154.775                               | 38,76                                 | 11/26                                 |
|                                         |                                               | Partido Autonomista de Corrientes       | 23.892                                | 5,98                                  |                                       |
|                                         | Lista 138 - Frente Cívico y Social Correntino | 16.812                                  | 4,21                                  |                                       |                                       |
|                                         | Movimiento de Integración y Desarrollo        | 4.267                                   | 1,07                                  |                                       |                                       |
| Total Frente Cívico y Social Correntino | Total Frente Cívico y Social Correntino       | Total Frente Cívico y Social Correntino | 44.971                                | 11,26                                 | 3/26                                  |
|                                         | Frente Polo Social                            | Frente Polo Social                      | 12.981                                | 3,25                                  |                                       |
|                                         | Frente Solidaridad y Esperanza                | Frente Solidaridad y Esperanza          | 8.369                                 | 2,10                                  |                                       |
|                                         | Izquierda Unida                               | Izquierda Unida                         | 4.404                                 | 1,10                                  |                                       |
| Votos positivos                         | Votos positivos                               | Votos positivos                         | 399.353                               | 97,60                                 |                                       |
| Votos en blanco                         | Votos en blanco                               | Votos en blanco                         | 562                                   | 0,14                                  |                                       |
| Votos nulos                             | Votos nulos                                   | Votos nulos                             | 9.255                                 | 2,26                                  |                                       |
| Participación                           | Participación                                 | Participación                           | 409.170                               | 69,04                                 |                                       |
| Electores registrados                   | Electores registrados                         | Electores registrados                   | 592.621                               | 100                                   |                                       |
| Fuente:                                 |                                               |                                         |                                       |                                       |                                       |

### Cámara de Senadores
| ← 1999 · Cámara de Senadores · 2003 →   | ← 1999 · Cámara de Senadores · 2003 →         | ← 1999 · Cámara de Senadores · 2003 →   | ← 1999 · Cámara de Senadores · 2003 → | ← 1999 · Cámara de Senadores · 2003 → | ← 1999 · Cámara de Senadores · 2003 → |
| Partido/Alianza                         | Partido/Alianza                               | Partido/Alianza                         | Votos                                 | %                                     | Bancas                                |
| --------------------------------------- | --------------------------------------------- | --------------------------------------- | ------------------------------------- | ------------------------------------- | ------------------------------------- |
|                                         |                                               | Partido Nuevo                           | 145.997                               | 36,67                                 |                                       |
|                                         | Partido Justicialista                         | 26.851                                  | 6,74                                  |                                       |                                       |
| Total Frente para la Unidad             | Total Frente para la Unidad                   | Total Frente para la Unidad             | 172.848                               | 43,41                                 | 6/13                                  |
|                                         |                                               | Unión Cívica Radical                    | 78.613                                | 16,74                                 |                                       |
|                                         | Partido Liberal de Corrientes                 | 51.456                                  | 12,92                                 |                                       |                                       |
|                                         | Lista 140 - Frente de Todos                   | 25.578                                  | 6,42                                  |                                       |                                       |
| Total Frente de Todos                   | Total Frente de Todos                         | Total Frente de Todos                   | 155.647                               | 39,09                                 | 6/13                                  |
|                                         |                                               | Partido Autonomista de Corrientes       | 24.035                                | 6,04                                  |                                       |
|                                         | Lista 138 - Frente Cívico y Social Correntino | 16.574                                  | 4,16                                  |                                       |                                       |
|                                         | Movimiento de Integración y Desarrollo        | 4.156                                   | 1,04                                  |                                       |                                       |
| Total Frente Cívico y Social Correntino | Total Frente Cívico y Social Correntino       | Total Frente Cívico y Social Correntino | 44.765                                | 11,24                                 | 1/13                                  |
|                                         | Frente Polo Social                            | Frente Polo Social                      | 12.746                                | 3,20                                  |                                       |
|                                         | Frente Solidaridad y Esperanza                | Frente Solidaridad y Esperanza          | 7.795                                 | 1,96                                  |                                       |
|                                         | Izquierda Unida                               | Izquierda Unida                         | 4.385                                 | 1,10                                  |                                       |
| Votos positivos                         | Votos positivos                               | Votos positivos                         | 398.186                               | 97,60                                 |                                       |
| Votos en blanco                         | Votos en blanco                               | Votos en blanco                         | 565                                   | 0,14                                  |                                       |
| Votos nulos                             | Votos nulos                                   | Votos nulos                             | 9.235                                 | 2,26                                  |                                       |
| Participación                           | Participación                                 | Participación                           | 407.986                               | 68,84                                 |                                       |
| Electores registrados                   | Electores registrados                         | Electores registrados                   | 592.621                               | 100                                   |                                       |
| Fuente:                                 |                                               |                                         |                                       |                                       |                                       |